# Arrate
Cruz de Arrate
Arrate é um monte que está situado sobre a cidade de Eibar (Guipúscoa), no País Basco (Espanha), e enquadrado no extremo ocidental do seu território municipal. Conta com uma altitude de 531 metros.
A etimologia do seu nome procede de arr(i) ('pedra') e arte ('entre'), pelo que seu nome significa 'entre pedras'.
Junto ao cume, coroada por uma grande cruz de pedra, há uma zona de recreio que rodeia o Santuário da Virgem de Arrate, que alberga a patroa de Eibar. A zona de parqueamento tem, além dos consabidos assadores e mesas, vários bares e restaurantes, bem como um hotel de duas estrelas e instalações de tiro ao alvo e ao prato, e uma colónia para meninos em cujas instalações se instalou o Centro de Interpretação da Guerra Civil em Eibar; todo isso rodeado de um bosque de tenhas mochadas.

## O monte
Arrate faz parte do maciço que conformam o monte Urko (794 m) e Kalamua ou Max (768 m). Situa-se na parte mais ocidental do mesmo, e, junto com Akondia (Arrikurutz), forma um espaço natural muito propício para as caminhadas.
Domina os vales do rio Deva e do rio Ego, e é um balcão natural sobre Eibar.
Em torno de Arrate organizam-se vários eventos desportivos; destaca a Subida Ciclista a Arrate e a subida automobilista. A Subida Ciclista a Arrate sempre tem gozado de muito boa reputação dentro do ciclismo basco e espanhol.

## A cruz
Desde 1652 coroa no cume deste promontório verde tem uma grande cruz de pedra rodeada por 3 degraus. Existe a tradição que para encontrar casamento há que dar três voltas à cruz e rezar três Credos.
Uma velha copla faz referência a esta crença, diz assim: «Arrateko bidean

Azitain aldean harrizko gurutze bat dago antzinatik. A Kredo bat, a kredo bi, nahi duenak hamabi. Laguna topatzeko ez dá gauza hoberik.
(No caminho a Arrate, pela parte de Azitain há uma cruz de pedra desde faz muito tempo. Ali, um Credo, dois Credos, o que queira doze. Não há nada melhor para encontrar companhia).
»
Justamente abaixo da cruz localizou-se uma "fonte cega" pré-histórica que tem relação com os solstícios.
Para perto de a cruz está o marco da cume e uma placa que comemora a primeira vez que um veículo automóvel rodeio a mesma em 1924.

## Santuário da Virgem de Arrate

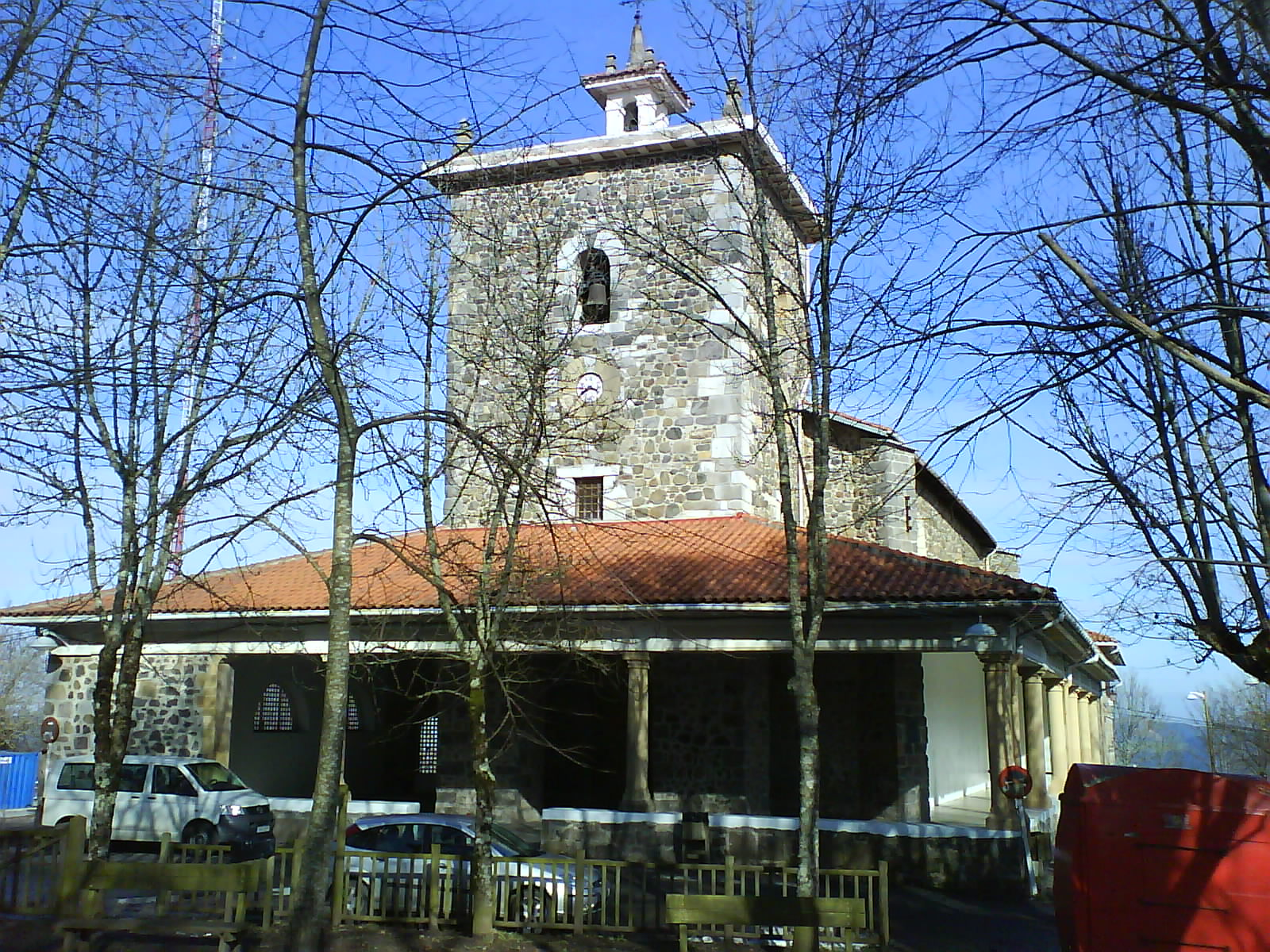
Santuário da virgem de Arrate

Nas imediações da cimeira localiza-se o Santuário da Virgem de Arrate. As primeiras notícias documentadas sobre o mesmo são de 1498. Em seu interior se venera uma imagem da Virgem de princípios do século XIV ou finais do XIV, cujo estilo corresponde à transição románico-gótica.
O actual santuário remonta-se a princípios do século XVII. Consta de uma única nave retangular coberta por uma abóbada revestida de madeira. A entrada à nave está protegida por uma grade de ferro barroca. No altar maior, a imagem da virgem ocupa a parte central enquadrada por quatro colunas salomónicas, e entre elas, aos lados da virgem, há quatro quadros do ilustre pintor eibarrés Ignacio Zuloaga. Sobre a virgem há uma pintura mural renascentista que faz de fundo a um crucifixo.
A devoção à Virgem de Arrate está muito estendida. A sua festa, que se celebra a 8 de setembro, se converteu um acto muito popular entre os habitantes de Eibar. O programa de festas inclui, além dos actos religiosos, concertos de rock, concursos de danças típicas (dance "ao solto"), provas de desporto rural basco, alarde de danças bascas, concursos de bersolaris, etc. O fim de semana seguinte realiza-se a repetição das festas. A afluência de gente costuma ser muito alta.
A 25 de abril de 1928, Pio XI proclamou à Virgem de Arrate patroa de Eibar, e a 18 de março do ano seguinte decretaram a coronação da Virgem. A Virgem de Arrate é a patroa dos txistularis desde 1927. Esta virgem é a única imagem anterior ao século XVI que leva a advocação da Concepção.

## Lazer
No ano 2014 Arrate destaca-se como um lugar de lazer, que junto aos espaços de Kalamuna, Akondia e Ixua conformam uma ampla zona de parqueamento com vários estabelecimentos hosteleiros como o restaurante Kantabria, o denominado Tiro-Pichón, por se encontrar aí um campo dedicado a esta competição, com restaurante e bar. Já desde 1508 funcionou em Eibar um hospital de peregrinos que usava o nome de "Cofradía de Nossa Senhora de Arrate". Em 1836 a desamortização de Mendizábal expropia e vende um edifício anexado num lateral do templo que servia de hostel  onde também se atendia aos peregrinos que iam caminho de Santiago, que passou a ser o caseiro Partxua que se derrubou nas obras reforma do santuário de 1973.

### Centro de Interpretação da Guerra Civil em Eibar
Em setembro de 1936, depois do frustrado golpe de estado da 18 de julho de 1936 e a posterior escalada bélica, o Frente do Norte, deteve-se justo nos montes que rodeiam Eibar, de tal forma que deixavam ao industrioso núcleo urbano ao fundo de um vale rodeado pelos insurrectos à legalidade da república. Eibar era uma cidade relevante, pela sua importância industrial e por seu significado. Berço da II República Espanhola, chamada "Capital do socialismo basco", era toda a cidade uma oficina de armas. Ainda que a indústria foi evacuada a lugares mais seguros, bem como boa parte da população civil, sua simbologia manteve-se viva.  A pretensão do general Mola de tomar Madri fez que se detivesse o frente norte deixando a Eibar na linha da frente durante sete meses.
As cimeiras dos montes que rodeiam a cidade pela sua vez oeste Karakate, Arrate, Kalamua, Urko e Akondia ficaram em mãos dos facciosos, enquanto as tropas leais, conformadas por milícias e batalhões de corte político, alçaram uma linha defensiva ao longo das suas ladeiras. A situação manteve-se até finais de abril, a 25 de abril caía a cidade em mãos facciosas, que o frente se rompeu e avançou rápido por Biscaia.
Com o objectivo de pôr em valor e de dar a conhecer estes factos criou-se, por parte da prefeitura de Eibar, o Centro de Interpretação da Guerra Civil em Eibar que se complementa com um percurso pelos restos da linha da frente nas ladeiras de Kalamua e Akondia devidamente documentado.
O Centro de Interpretação localiza-se nos locais das antigas colónias de Arrate, em frente ao santuário do mesmo nome, e recolhe uma série de elementos bélicos, armas, pertrechos, munição... manequins vestidos com uniformes militares dos dois bandos, maquetas, painéis explicativos e um audiovisual que expõem e explicam as características do lugar e o que ali sucedeu durante o tempo que foi linha de frente, bem como o contexto anterior e posterior a esses factos.
- Audiovisual do Centro de Interpretação da Guerra Civil de Eibar

## Rotas de ascensão
Pela estrada
Bem desde o cruzamento de Amaña com Legarre e a variante, ou desde a saída da variante em Itzio, liga à estrada GI-3950 até ao cruzamento de Ixua e Markina, onde seguiremos pela GI-3301, que deixar-nos-á no santuário de Arrate nuns 30 minutos desde que temos saído.
Desde Eibar Acitain (os passos da Virgem)
Saindo da igreja de Acitain chegamos à rotunda que ordena o tráfico nesse ponto e ao lado da entrada ao polígono industrial está o primeiro cartaz indicativo do caminho a seguir. Empreendemos a rota internando no polígono e indo para a direita; só nos fica seguir as marcas e realizar as paradas na cada uma das estações marcadas.
Desde Eibar por Orbe
Partindo desde o mesmo ponto que a anterior rota, apanhar o caminho que passa ao lado o colégio de "a Le saia" e subir pela direita da vaguada em onde se assenta o polígono industrial. Seguindo as marcas chegamos à campa numa hora.
Desde Eibar por Santa Cruz
Bem desde a variante ou desde o bairro de Matsaria, empreendemos a subida pelo lugar conhecido como Urkusuegui e popularmente chamado "monte pedrito", até chegar às ruínas das antigas escolas rurais do bairro de Santa Cruz. Um pouco mais acima divisamos a ermita de Santa Cruz, que já fica próxima à estrada, que teremos que seguir até Arrate.

## Provas desportivas

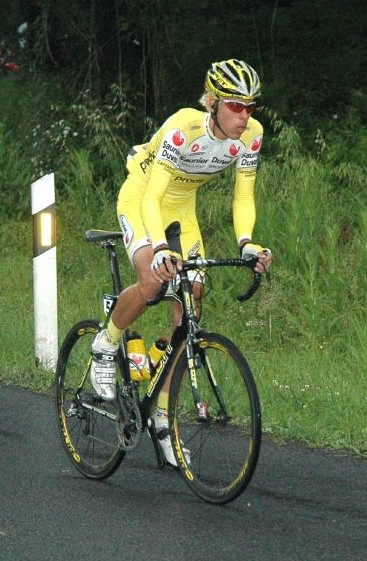
Arkaitz Durán durante a competição Euskal Bizikleta de 2007, na sua passagem por Eibar

- Antigamente celebrava-se uma corrida contrarrelógio individual com ciclistas de primeiro nível a Arrate. Depois passou a ser uma corrida por etapas chamada a Bicicleta Eibarresa, organizada pelo Clube Ciclista Eibarrés e o Clube Desportivo Eibar cuja última etapa terminava em Arrate, que posteriormente se converteu em Euskal Bizikleta, organizada pelo clube do mesmo nome. Finalmente integrando-se na Volta ao País Basco como 3.ª ou 4.ª etapa.
- Tem sido 3 vezes final de etapa na Volta a Espanha o último a 20 de agosto de 2012 na Volta a Espanha de 2012.[7]
- Rally, subida a Arrate.
- No dia da festividade da Virgem, a 8 de setembro, bem como a 15 de maio (San Isidro, padrão do labrador) celebra-se desporto rural basco. Provas como Levantamento de pedra, Corte de troncos, Arraste de bois, etc

## Acidentes
A 12 de março de 2009 explodiu um obus que datava da Guerra Civil. As duas pessoas que estavam a manipular o projectil sofreram graves queimaduras.